# Kerberos (förlag)
Kerberos var ett svenskt bokförlag som drevs av Åke Hodell mellan 1963 och 1972.
Bokförlaget Kerberos var ett ideellt avantgardeförlag döpt efter helveteshunden ur den grekiska mytologin. Förlaget gav ut sexton titlar, däribland tre av Hodells egna böcker.

## Utgivna titlar i urval
- Igevär - Åke Hodell, 1963
- Minneslista (Till Dr Schweitzers sista uppdrag) - Öyvind Fahlström, 1964
- General Bussig - Åke Hodell, 1964
- Svisch - en antologi med svensk konkret poesi, 1964
- Bruksanvisning för symaskinen Singer Victoria' - Åke Hodell, 1965
- Lågsniff - Åke Hodell, 1966
- Bastubadet. Drama i sex akter med cirkus och fyrverkeri. - Vladimir Majakovskij, 1969
- Pavan 1-5 - Elis Eriksson, 1965 till 1970
- Verner von Heidenstam. Nya dikter - Åke Hodell, 1967
- Identitäten II (score model: sound and picture poeme) - Christer Hennix Lille, 1968
- To Lady Victoria Welby - Stig Brøgger, 1968 (Tryckt i 550 exemplar)
- Poeten med världens kortaste hår - Arthur Cravan, 1972